# ژان-پل ووندربورگ
ژان-پل ووندربورگ (سوئدی: Jean-Paul Vonderburg؛ زادهٔ ۳۱ ژوئیهٔ ۱۹۶۴) بازیکن سابق فوتبال اهل سوئد است.
از باشگاه‌هایی که در آن بازی کرده‌است می‌توان به باشگاه فوتبال مالمو، باشگاه فوتبال سانفریس هیروشیما، باشگاه ورزشی آرهوس اشاره کرد.